# Doha 2006
Pour les articles homonymes, voir Doha (homonymie), Club Med (homonymie) et Med.
Ne pas confondre avec les voiliers de croisière que sont Club Med 1 et Club Med 2
Doha 2006 est un maxi-catamaran, qui a participé à de nombreuses courses à la voile. Au cours du temps, il s'est appelé :
- Club Med, skippé par Grant Dalton, pour The Race, qu'il remporte ;
- Maiden 2, skippé par Tracy Edwards et Brian Thompson ;
- Doha 2006, skippé par Brian Thompson pour l'Oryx Quest, qu'il remporte.

Il est le sister-ship d’Orange, vainqueur du trophée Jules-Verne avec Bruno Peyron.

## Records
- Sous le nom Club Med, en 2000 : vainqueur de The Race.
- Sous les noms  Club Med ou Maiden 2, détenteur du record de distance à la voile en 24 heures à trois reprises entre 2000 et 2002, dont 694,78 milles nautiques en 2002[2].
- Sous le nom Doha 2006, en 2004 : vainqueur de l'Oryx Quest.

## Caractéristiques
- Mise à l'eau : 2000
- Type : catamaran
- Architecte : Gilles Ollier
- Chantier : Multiplast
- Longueur : 33,50 m
- Largeur : 16,50 m
- Déplacement : 21 tonnes
- Hauteur du mât : 40 m
- Équipiers : 13 (pour The Race)